# Simon Amstell

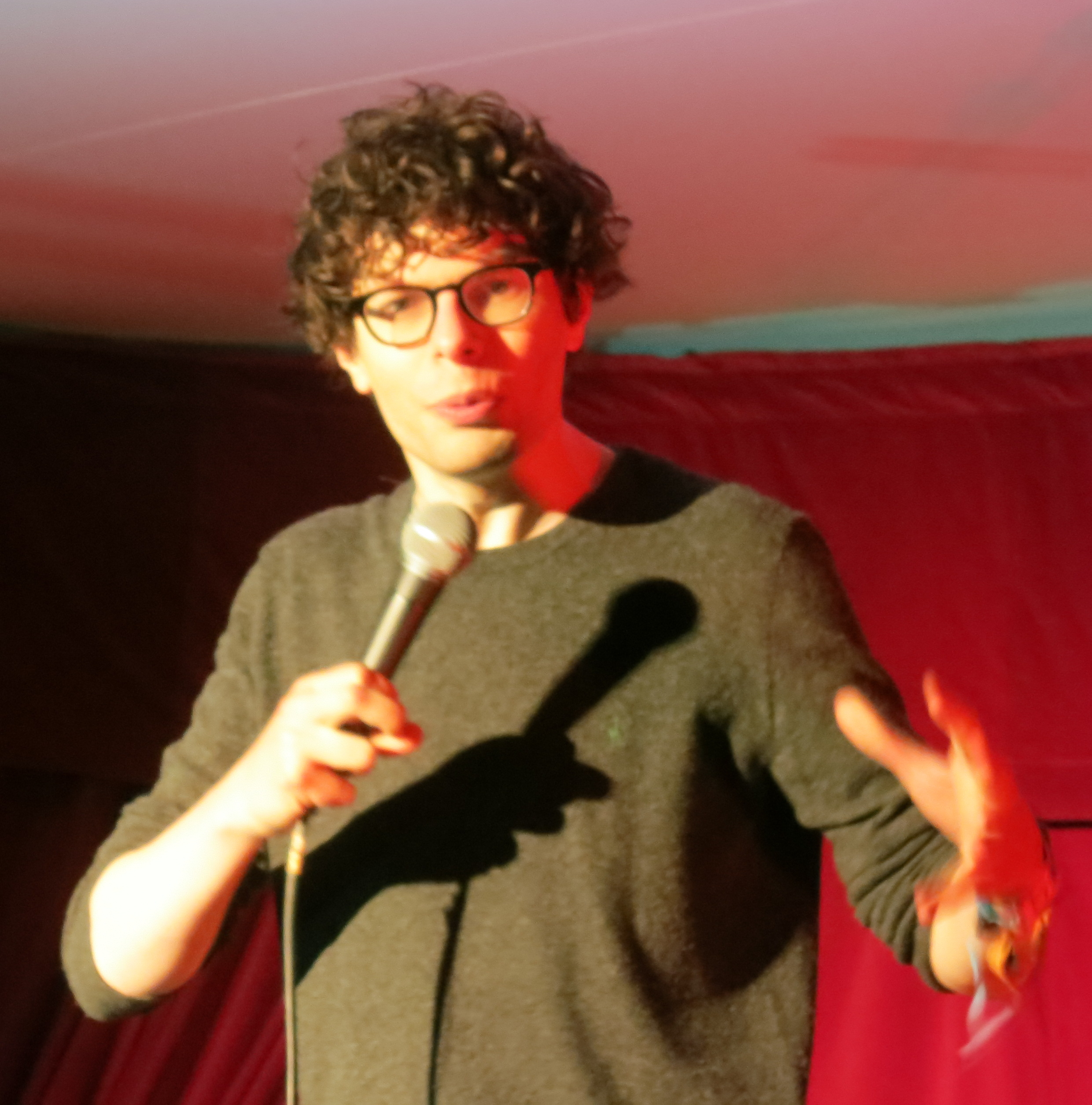
May Ball 2013, Queens College, Cambridge

Simon Marc Amstell (né le 29 novembre 1979) est un présentateur nommé aux BAFTA, acteur, scénariste et humoriste de stand-up anglais, principalement connu pour avoir présenté les émissions Popworld, Never Mind the Buzzcocks, et pour avoir participé à l'écriture de l'épisode « Maxxie et Anwar » de la série Skins. Il est l'acteur principal de la série Grandma's House.

## Biographie
Amstell est né à Gants Hill dans le borough londonien de Redbridge en 1979, de David et Tina Amstell. Il est élevé dans une famille de confession juive et ses parents ont divorcé dans les années 1990 (deux thèmes récurrents de ses spectacles).
Il est l'aîné de trois frères et sœurs.
Il est ouvertement homosexuel.

### Premiers pas
La première apparition de Simon Amstell remonte à 1993, sur la chaîne anglais Channel 4 dans l'émission GamesMaster,,. Il apparait aussi dans Good Morning with Anne and Nick.
Mais sa carrière professionnelle à la télévision commence véritablement en 1998, sur la chaîne pour enfant Nickelodeon. Il déclarera plus tard qu'il fut licencié pour avoir été « sarcastique et méchant envers les enfants ». Il est réputé également pour son ton ironique avec les stars qui viennent à l'émission.

### Popworld
Il se fait réellement connaître en Grande-Bretagne en présentant l'émission Popworld sur Channel 4 avec Miquita Oliver: son ton ironique et parfois absurde lui gagne de nombreux fans, mais énerve les vedettes. Notamment, Amstell a pour habitude de les interviewer d'une façon extrêmement sarcastique, voire railleuse.

### Never Mind the Buzzcocks
Never Mind the Buzzcocks est une émission d'humour britannique sur la musique pop. Simon Amstell commence à présenter l'émission à partir d'octobre 2006 (à la suite du présentateur Mark Lamarr).
Il déclare alors qu'il espère renverser la « règle universelle et sans exception, qui veut que dès qu'un nouveau présentateur reprend une émission, c'est un horrible désastre embarrassant ».
De nombreux fans de l'émission affirment qu'il en est l'un des meilleurs présentateurs, notamment pour son ironie mordante et sa répartie unique.
Certains regretteront cependant l'agacement qu'il provoque sur quelques invités, ou les tensions qui peuvent naître de certaines des émissions.
Néanmoins, il gagne plusieurs récompenses pour la présentation de l'émission: en mars 2007 (« Best Entertainment Performance ». de la Royal Television Society), en décembre 2007 (deux British Comedy Awards, meilleure personnalité et meilleure saison de « Never Mind the Buzzcocks »).

### Acteur, scénariste et réalisateur
Amstell a coécrit un épisode de la série Skins (série télévisée, 2007), dont le titre était « Maxxie et Anwar ».
En 2010, il coécrit et joue six épisodes de la série Grandma's House pour la chaîne britannique BBC2, basée en grande partie sur sa vie. Il déclare notamment que la mère du personnage de Simon dans la série est très inspirée de sa mère dans la réalité.
En 2011, Amstell apparaît dans le film indépendant Black Pond.
En avril 2012, la seconde saison de Grandma's House est diffusée sur BBC2.
Il réalise son premier film Benjamin en 2018.

### Stand-up
Il a d'abord écrit et joué un spectacle en 2009, « Do nothing », où il évoque entre autres sa difficulté de communiquer avec les autres, sa sexualité, ses influences juives, ses relations parfois tendues avec sa famille.
Le spectacle est enregistré au Vicar Street à Dublin en décembre 2010. Il est également diffusé sur la chaîne BBC Three en 2011.
De mai à août 2012, Simon Amstell commence sa tournée intitulée « Numb Tour » avec un nouveau spectacle « Numb » au Royaume-Uni, en Irlande, puis aux États-Unis.
En 2014, il joue son nouveau spectacle « To be free ».